# دار أوبرا أسمرة

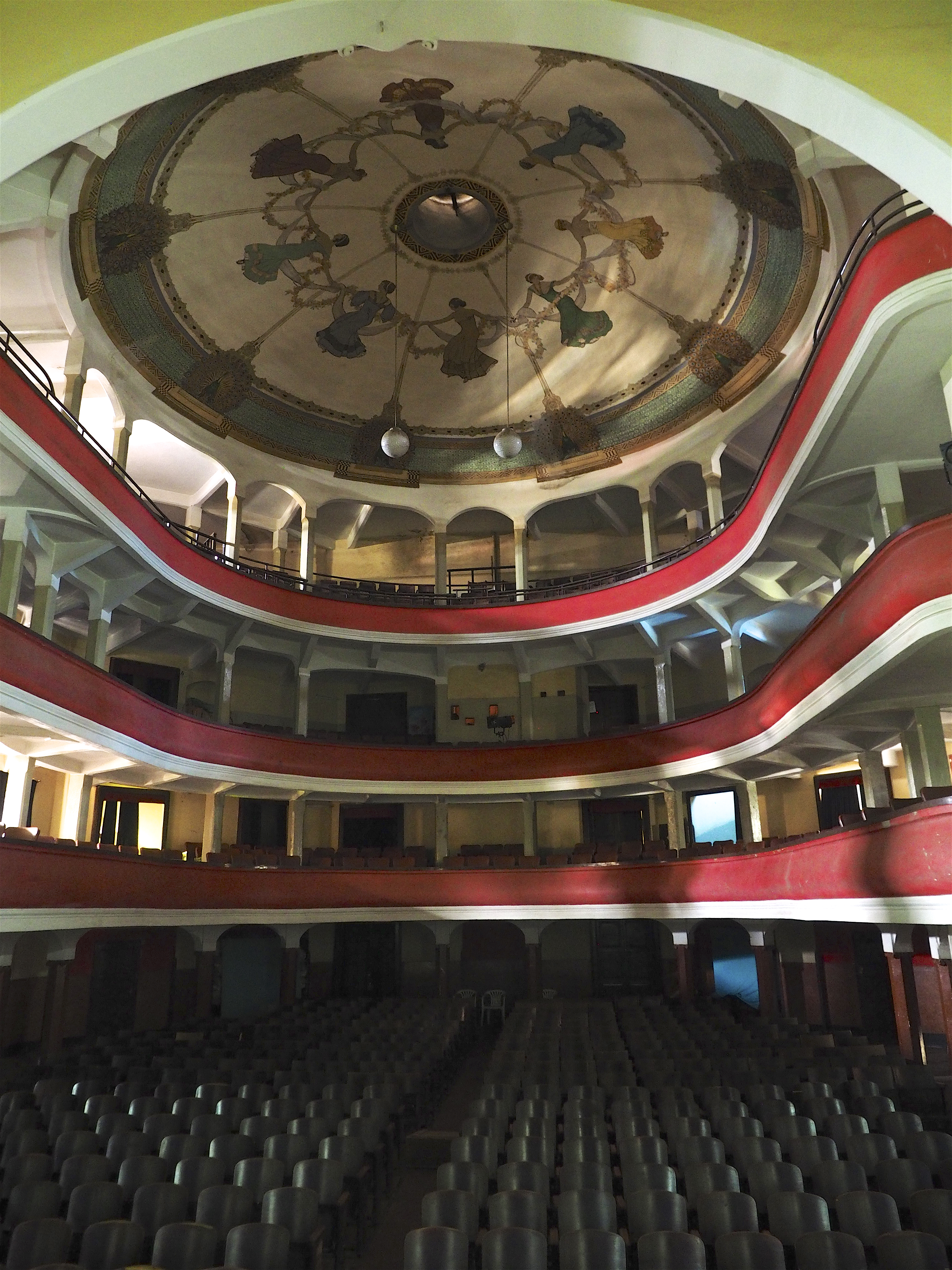
دار أوبرا أسمرة من الداخل حيث تظهر رسومات السقف.

دار أوبرا أسمرة (بالإيطالية: Teatro Asmara)‏ هي دار أوبرا تقع في مدينة أسمرة عاصمة إريتريا. تم إنشاؤها عام 1918 خلال الحقبة الاستعمارية الإيطالية لإريتريا وذلك وفق تصميم المعماري إدواردو كافاناري، كما تم إضافة تجديدات على المبنى في عام 1936.

## وصف المبنى
يجمع تصميم المبنى بين عناصر عصر النهضة والكلاسيكية الحديثة. ويضم سقف قاعة العرض رسومات تظهر ميلاً للفن الحديث وهي من رسم الفنان سافيريو فريسا، ويعتبر هذا المبنى واحد من أهم المباني في أسمرة الإيطالية. 
تم تشييد المبنى على أحد تلال المدينة ماجعل الصعود إلى الأوبرا يكون بواسطة سلم حجري فاخر . بالإضافة إلى وجود نافورة على شكل صدفة مع أعمدة كورنثية. أما باقي الأجزاء الخارجية للمبنى فهي تشبه القلعة ومصممة بسقوف وأبراج، ويضم المبنى ثلاث طوابق تطل على المسرح الذي يضم 750 مقعداً. في عام 1938 بدأ سباق السيارات الدولي الذي سمي بحلبة أسمرة أمام مبنى أوبرا أسمرة.
كان المبنى يعرف بتياترو أسمرة إلى أن تم شراؤه من قبل إريتريا وإثيوبيا في عام 1952 من المالكين الإيطاليين ، وبعد الاستقلال أصبح ملكاً للدولة.
شهدت دار أوبرا أسمرة عرض العديد من الأعمال المسرحية كأعمال بيرانديللو والمؤلفات الموسيقية لعدد من المؤلفين منهم بوتشيني وفيردي، ومؤدي السوبرانو من مختلف مسارح إيطاليا. ففي عام 1951 قدمت لاباتشيني لبيرانديللو وموسيقى شوبان.
بعد الحرب العالمية الثانية وحتى السبعينيات زارت الأوبرا فرق عالمية ضمن جولات فنية مشهورة مثل التي قام بها ريناتو كاروسوني وريناتو راسكيل.

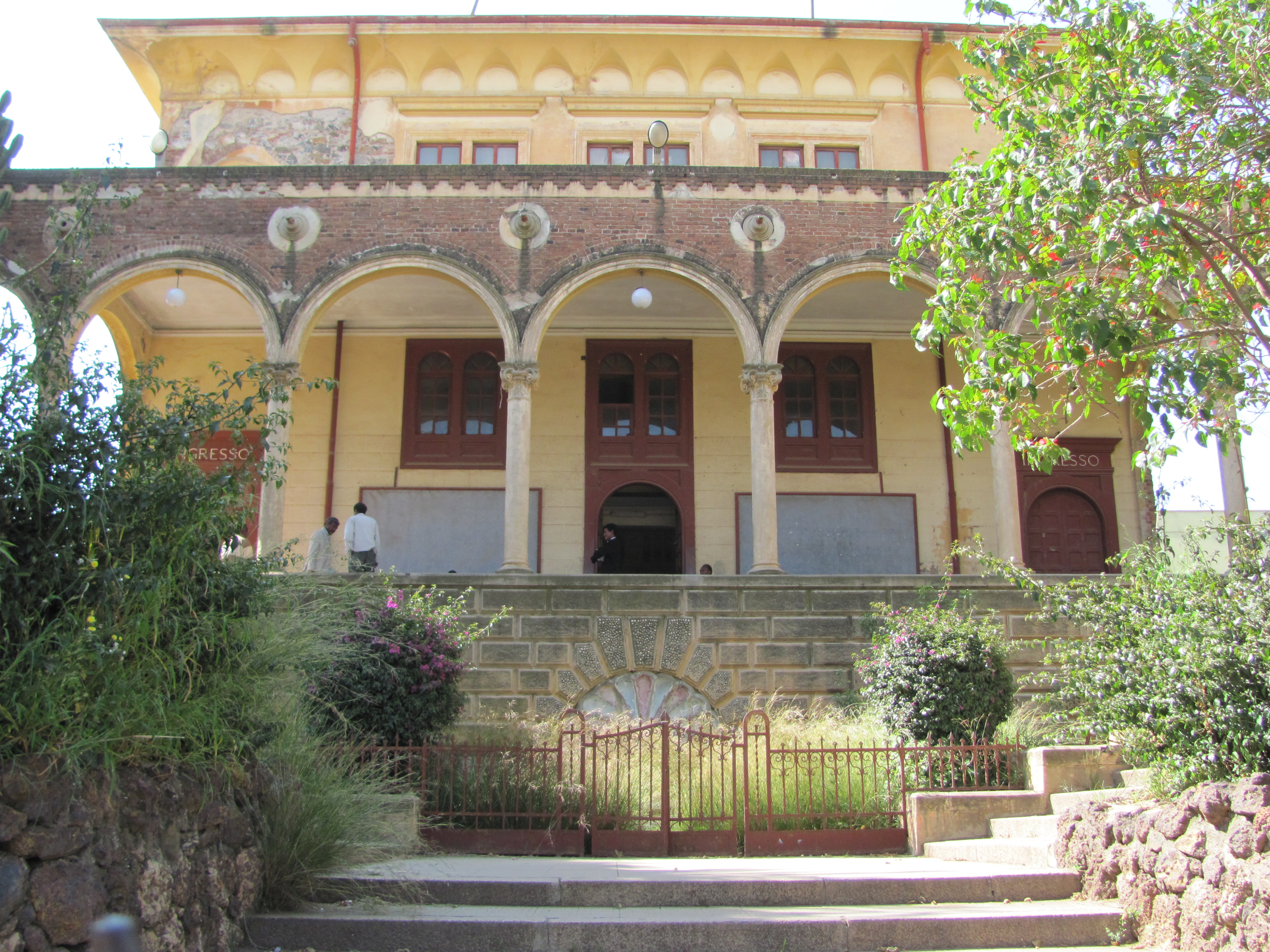
دار اوبرا اسمرة من الخارج

## وصلات خارجية
- مسرح أسمرة: فهم الدراما الإريترية من خلال دراسة المسرح الوطني